# Германско-румынские отношения
Германско-румынские отношения — двусторонние дипломатические отношения между Германией и Румынией.

## История

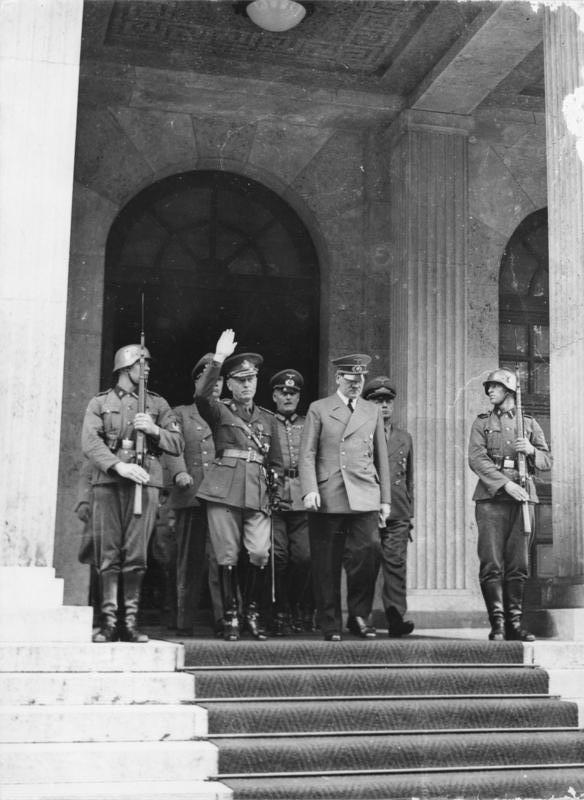
Йон Антонеску и Адольф Гитлер в Мюнхене, 1941 год.

20 февраля 1880 года Объединённое княжество Валахии и Молдавии и Германская империя установили дипломатические отношения. 30 октября 1883 года Королевство Румыния вступила в Тройственный союз (военно-политический блок) наряду с Германской империей, Австро-Венгрией и Королевством Италия, существовавший до 1915 года. В 1916 году Румыния вступила в Первую мировую войну на стороне Антанты и германские войска оккупировали румынскую столицу Бухарест.
В 1930-х годах Румыния старалась наладить хорошие отношения с Германским рейхом, так как опасалась пересмотра итогов Первой мировой войны по территориями, присоединенным к ней от Венгрии и Болгарии. Германия в свою очередь зависела от поставок румынской нефти. В октябре 1938 года Германский рейх стал посредником при разрешении территориальных споров между Румынией, Венгрией и Словакией. 30 августа 1940 года Германский рейх и Королевство Италия оказали давление на Румынию и та согласилась уступить часть Трансильвании Венгрии. После того, как король Румынии Кароль II назначил премьер-министром страны 4 сентября 1940 года Йона Антонеску, он под давлением отрекся от престола в пользу своего сына Михая I. Йон Антонеску придерживался ультраправой фашистской идеологии, подписал Берлинский пакт и присоединился к странам «оси».
В 1941 году Румыния направила 3-ю армию для участия во Второй мировой войне на Восточном фронте и смогла вернуть ранее утраченные территории Бессарабии и северной части Буковины. В результате действий правительства Румынии около 270 000 румынских евреев погибли в ходе Холокоста. Летом 1944 года Рабоче-крестьянская Красная армия предприняла крупномасштабную атаку на румынские позиции и король Михай I отдал приказ об аресте Йона Антонеску после государственного переворота 23 августа 1944 года. 25 августа 1944 года Румыния объявила войну Германскому рейху, понеся затем потери в боях в Трансильвании, Венгрии и Чехословакии.
31 января 1967 года Социалистическая Республика Румыния установила дипломатические отношения с Федеративной Республикой Германия. По оценкам правительства Федеративной Республики Германии, в период с 1967 по 1989 год более одного миллиарда немецких марок было выплачено Румынии для того, чтобы 226 654 румынских немцев смогли иммигрировать в ФРГ. В 1992 году Румыния и ФРГ подписали договор о дружбе.
В настоящее время страны являются членами Совета Европы, Организации по безопасности и сотрудничеству в Европе, НАТО, Европейского союза и Шенгенского соглашения. Кроме этого, страны сотрудничают в рамках Стратегии Eвропейского союза для Дунайского региона и Восточного партнёрства.

## Экономические отношения
Германия — самый важный торговый партнер Румынии: 18,6 % от общего объёма румынского экспорта поставляется в Германию. С 5 сентября 2002 года действует Германско-румынская торгово-промышленная палата со штаб-квартирой в Бухаресте.

## Культурные отношения
В Румынии проживает небольшое количество немцев. С 1995 года было заключено соглашение о культурном сотрудничестве между Германией и Румынией. В 1996 году было также заключено соглашение о сотрудничестве в системе образования.

## Дипломатические визиты
В июле 2007 года президент Германии Хорст Кёлер посетил Румынию, а канцлер Германии Ангела Меркель присутствовала в этой стране на саммите НАТО в апреле 2008 года. В июле 2010 года министр иностранных дел Германии Гидо Вестервелле совершил поездку в Румынию, а в октябре 2010 года эту страну посещала Ангела Меркель. Президент Румынии Траян Бэсеску посещал Берлин в 2005, 2006, 2007, 2010 годах и в 2011 году по случаю 20-летнего юбилея со дня падением Берлинской стены. В октябре 2012 года министр иностранных дел Румынии Титус Корлэцян посетил Берлин, а премьер-министр Виктор Понта посещал Германию в мае 2013 года. Кроме того, в мае 2010 года премьер-министр Баварии Хорстом Зеехофером, а в октябре 2011 года премьер-министр Баден-Вюртемберга Винфрид Кречманн официально посещали Румынию.

## Дипломатические представительства
Румыния имеет посольство в Берлине, генеральные консульства в Бонне и Мюнхене, а также почетные консульства в Гамбурге, Касселе, Лейпциге, Нойштадте-ан-дер-Вайнштрасе, Штансдорфе и Штутгарте. Германии содержит посольство в Бухаресте, генеральное консульство в Сибиу и консульство в Тимишоаре.